# Acholia
Acholia – określenie całkowitego lub częściowego braku odpływu żółci do jelita cienkiego, spowodowanego przeszkodami mechanicznymi (tymi samymi, które wywołują żółtaczkę mechaniczną). Chorobę tę diagnozuje się poprzez odbarwione, gliniaste (tzw. „acholiczne”) stolce o bardzo nieprzyjemnym zapachu. Zawierają one wiele niewchłoniętych kwasów tłuszczowych.